# Willy Kabitz

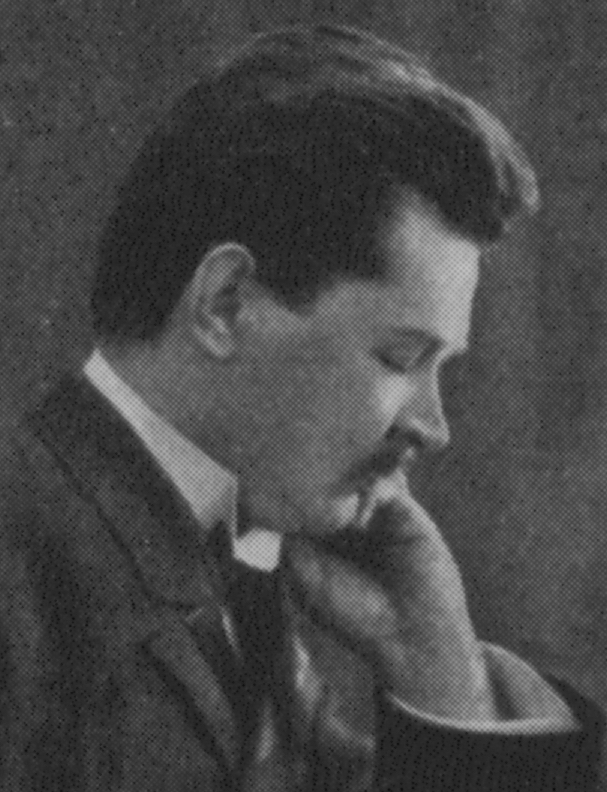
Willy Kabitz

Willy Kabitz (* 5. Mai 1876 in Berlin; † 23. Juli 1942 in Münster) war ein deutscher Philosoph und Pädagoge.

## Leben
Kabitz war der Sohn des Kaufmanns Julius Kabitz (1837–1904) und dessen Frau Ida, geb. Witte (1839–1901). Er legte 1895 das Abitur am Gymnasium zum Grauen Kloster in Berlin ab und studierte anschließend an der Universität Berlin Philosophie, Geschichte und Deutsche Philologie unter anderem bei Wilhelm Dilthey, Heinrich von Treitschke und Friedrich Paulsen.
1901 wurde Kabitz an der Universität Berlin promoviert und im gleichen Jahr von der Preußischen Akademie der Wissenschaften mit der Herausgabe der Werke von Gottfried Wilhelm Leibniz beauftragt. Für diese Ausgabe arbeitete er ab 1903 in Hannover. 1905 wurde er an der TH Hannover habilitiert und lehrte dort bis 1907 als Privatdozent für Philosophie. Ab 1908 war er Privatdozent für Philosophie und Pädagogik an der Universität Breslau, wo er sich 1908 ein zweites Mal habilitiert hatte und 1914 das Prädikat Professor erhielt. 1910 unternahm er mit Mitteln aus einem Stipendium eine Weltreise, auf der er insbesondere das Bildungs- und Schulwesen in den USA studierte. Im Ersten Weltkrieg war Kabitz während der gesamten Kriegsdauer im Heeresdienst. 1915 wurde er außerordentlicher Professor an der Universität Münster, wo er im März 1921 eine ordentliche Professur für Philosophie und Pädagogik erhielt. Sein besonderes Interesse galt insbesondere schulpädagogischen Problemen. Er war daneben weiterhin für die Leibniz-Ausgabe tätig und war Mitherausgeber einiger Bände der Ausgabe.
1908 heiratete Kabitz Charlotte Christina Maria (1881–1971), eine Tochter des Pädagogen und Philosophen Friedrich Paulsen (1846–1908). Das Paar hatte zwei Söhne und eine Tochter.

## Schriften (Auswahl)
- Studien zur Entwicklungsgeschichte der Fichteschen Wissenschaftslehre aus der Kantischen Philosophie. Reuther & Reichard, Berlin 1902 (Berlin, Univ., Diss. 1901) (Nachdr. 1968).
- Die Philosophie des jungen Leibniz: Untersuchungen zur Entwicklungsgeschichte seines Systems. Lippert, Naumburg 1908 (Zugl.: Breslau, Univ., Habil.-Schrift, 7. März 1908).
- Die Bildungsgeschichte des jungen Leibniz. In: Zeitschrift für Geschichte der Erziehung und des Unterrichts. Bd. 2 (1912), S. 164–184.
- Gottfried Wilhelm Leibniz: Leben, Werke und Lehre. In: Geschichte der neueren Philosophie, Bd. 3, Anhang. Winter, Heidelberg 1920, S. 710–780.
- Hrsg.: Gottfried Wilhelm Leibniz: Sämtliche Schriften und Briefe, Reihe 6: Philosophische Schriften, Bd. 1: 1663–1672. Akademie-Verlag, Berlin 1930.
- Leibniz und Berkeley. In: Sitzungsberichte der Preußischen Akademie der Wissenschaften, Philosophisch-Historische Klasse (1932) Heft 24.
- Hrsg.: Gottfried Wilhelm Leibniz: Sämtliche Schriften und Briefe, Reihe 6: Philosophische Schriften, Bd. 2: 1663–1672. Akademie-Verlag, Berlin 1966.